# Šrilanska rupija
Šrilanska rupija, ISO 4217: SLR je službeno sredstvo plaćanja na Šri Lanci. Označava se simbolom Rs a dijeli se na 100 centi.
Šrilanska rupija je uvedena 1872. godine, kada je zamijenila britansku funtu, i to u omjeru 1 rupija = 2 šilinga i 3 penija.
U optjecaju su kovanice od 25 i 50 centi, te od 1, 2, 5 i 10 rupija, i novčanice od 10, 20, 50, 100, 200, 500, 1000, 2000 i 5000 rupija.